# Sidi Boubekeur
Sidi Boubekeur è un comune dell'Algeria, situato nella provincia di Saida.